# Akumyō
La série Akumyō (悪名, litt. "mauvaise réputation") est une série de films japonais se composant de dix-sept films de yakuza avec Shintarō Katsu, produits entre 1960 et 1974. Un remake et une suite directe en vidéo avec Kōji Matoba (en) ont été produits en 2001.

## Listes des films de la série

### Avec Shintarō Katsu
- 1960 : Duel au clair de lune (月の出の血闘, Tsukinode no kettō?) de Daisuke Itō
- 1961 : Tough Guy (悪名, Akumyō?) de Tokuzō Tanaka
- 1961 : Zoku akumyō (続悪名?) de Tokuzō Tanaka
- 1962 : Shin akumyō (新悪名?) de Kazuo Mori
- 1962 : Zoku shin akumyō (続新悪名?) de Tokuzō Tanaka
- 1963 : Daisan no akumyō (第三の悪名?) de Tokuzō Tanaka
- 1963 : Akumyō ichiba (悪名市場?) de Kazuo Mori
- 1963 : Akumyō hatoba (悪名波止場?) de Kazuo Mori
- 1963 : Akumyō ichiban (悪名一番?) de Kazuo Mori
- 1964 : Akumyō daiko (悪名太鼓?) de Kazuo Mori
- 1965 : Akumyō nobori (悪名幟?) de Tokuzō Tanaka
- 1965 : Akumyō muteki (悪名無敵?) de Tokuzō Tanaka
- 1966 : Akumyō zakura (悪名桜?) de Tokuzō Tanaka
- 1967 : Akumyō ichidai (悪名一代?) de Kimiyoshi Yasuda
- 1968 : Akumyō jūhachiban (悪名十八番?) de Kazuo Mori
- 1969 : Akumyō ichiban shobu (悪名一番勝負?) de Masahiro Makino
- 1974 : Le Vaurien : la guerre des territoires (悪名 縄張荒らし, Akumyō : Shima arashi?)[1] de Yasuzō Masumura

### Avec Kōji Matoba
- 2001 : Akumyō (悪名?) de Seiji Izumi (ja)
- 2001 : Akumyō 2 : Araburu kenkadamashii (悪名2 荒ぶる喧嘩魂?) de Seiji Izumi (ja)